# Grand Capucin
Il Grand Capucin (pron. fr. AFI: [ɡʁɑ̃ kapysɛ̃]; 3.838 m s.l.m.) è un obelisco di granito rosso situato nelle Alpi Graie (Alpi del Monte Bianco). La sua forma appuntita ricorda la sagoma di un frate cappuccino, da cui il nome francese. Fa parte della Crête du Diable nel Gruppo del Mont Blanc du Tacul.

## Caratteristiche

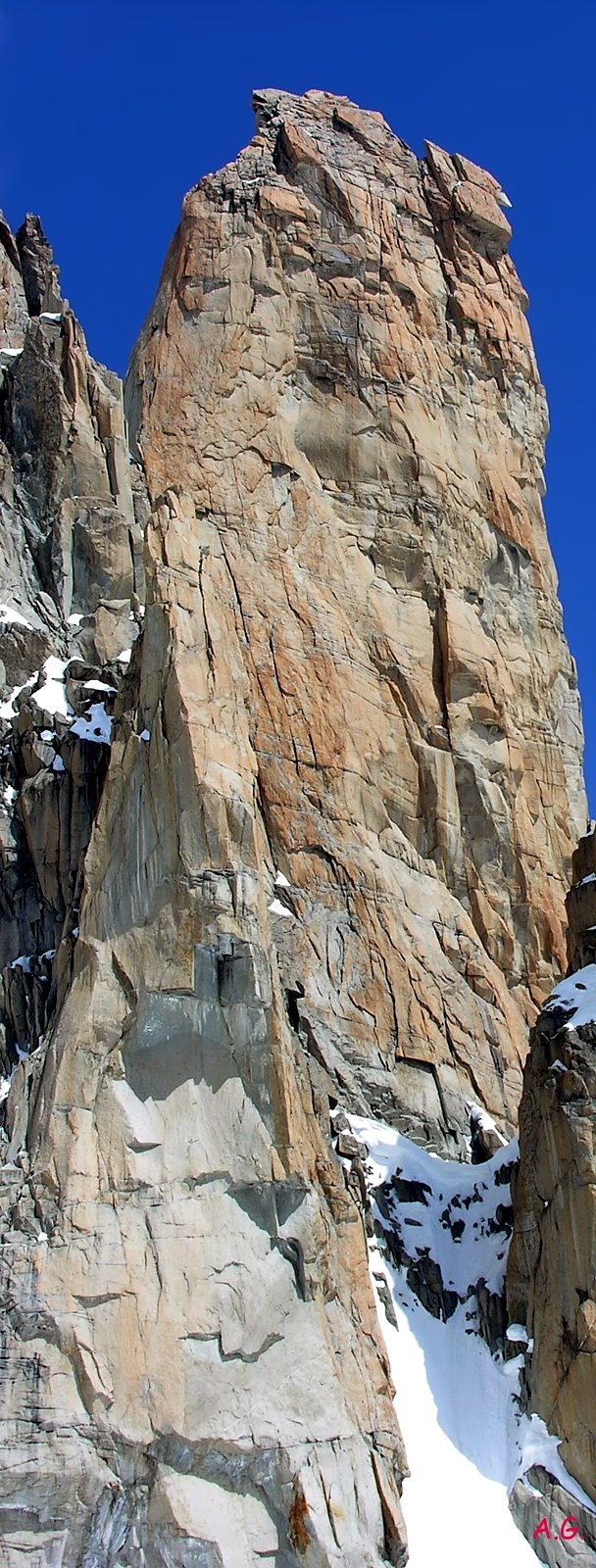
Il versante sud del Grand Capucin visto dal Cirque Maudit

Le sue pareti si alzano verticali fra i contrafforti sud-est del Mont Blanc du Tacul nel comprensorio del Monte Bianco. Si trova lungo la cresta du diable che, innalzandosi dal ghiacciaio del Gigante, provenendo dalla Pyramide du Tacul e dal Petit Capucin e proseguendo per le Aiguilles du Diable arriva alla vetta del Mont Blanc du Tacul.
La parete est è quella più alta e di maggior interesse alpinistico. Su di essa, tra il 20 ed il 23 luglio 1951, fu tracciata la prima via da Walter Bonatti e Luciano Ghigo, oggi diventata una classica tra le più belle scalate del Monte Bianco.
La prima salita in libera della Bonatti-Ghigo avviene il 15 luglio 1983 da parte di Eric Escoffier, Thierry Renault, Jean-Baptiste Tribout e D.Chambre con difficoltà fino al 7a.

## Storia

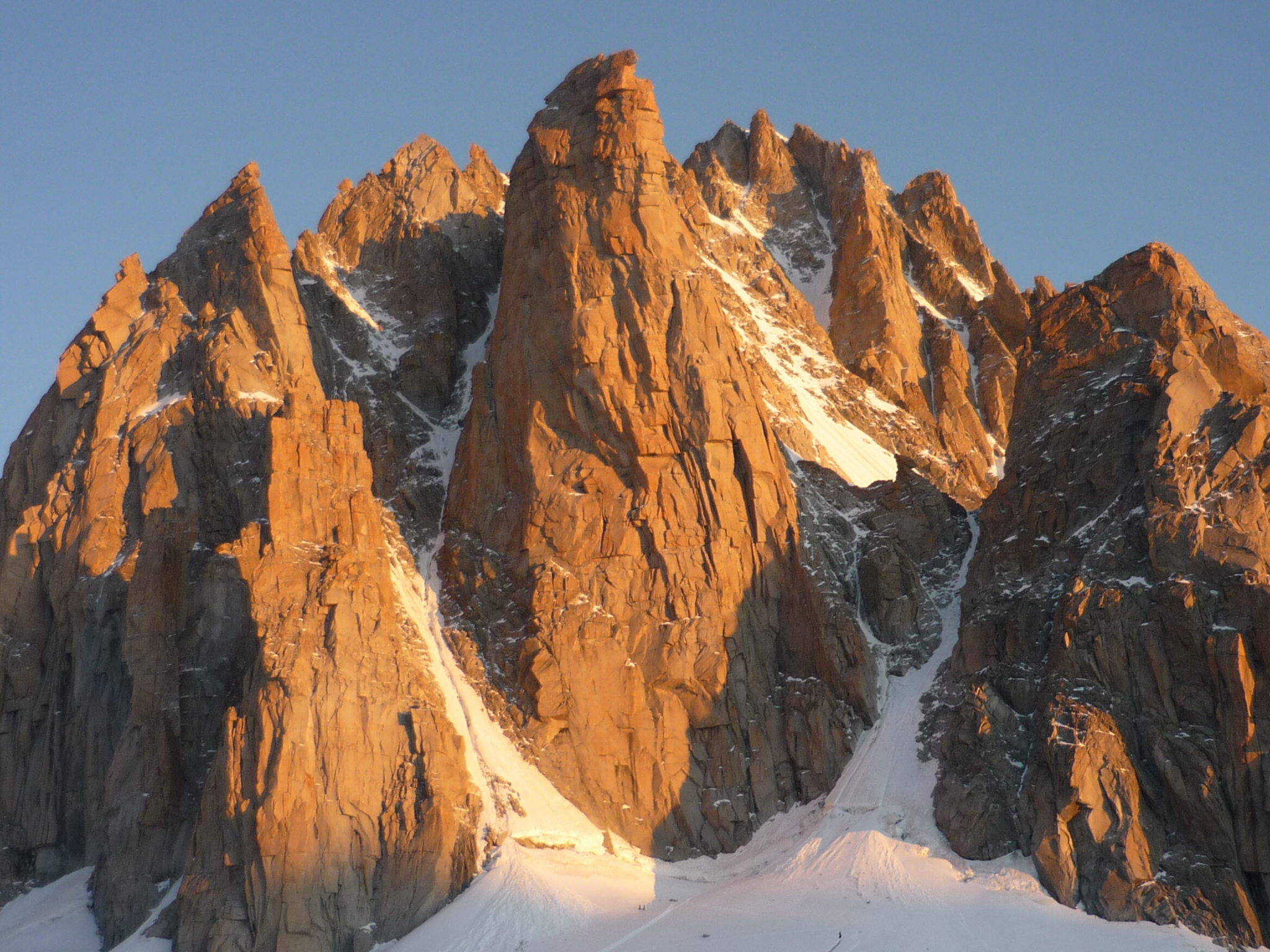
Il Grand Capucin all'alba

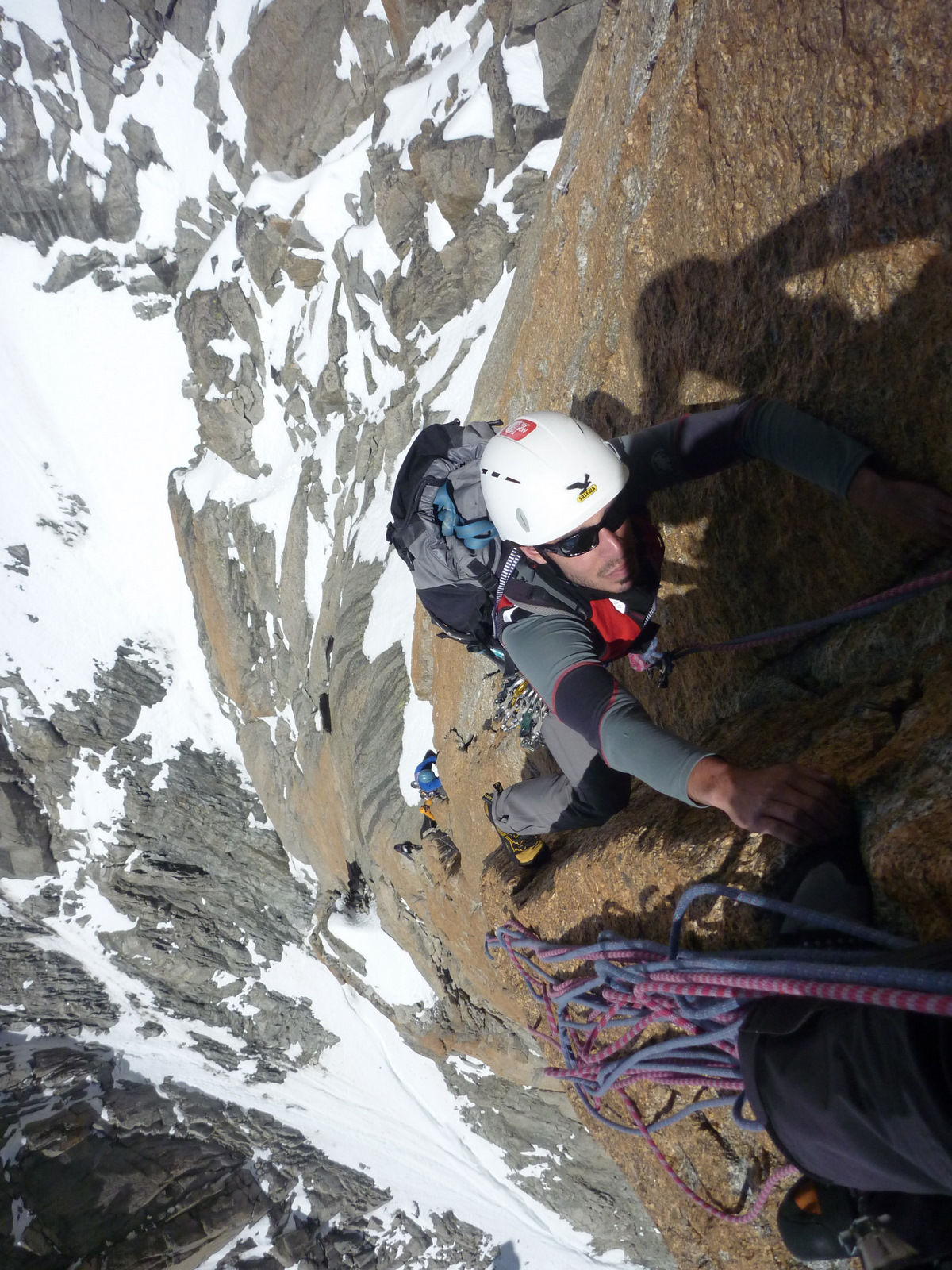
Due cordate di arrampicatori impegnati sulla Via degli Svizzeri

L'arditezza del Grand Capucin aveva indotto gli antichi alpinisti a pensare che questa vetta sarebbe rimasta inaccessibile, tuttavia nel 1924 A. e H. Rey, L. Lanier con E. Augusto riuscirono nell'impresa.
Proprio a causa dell'ostica reputazione di questa montagna Walter Bonatti decise di scalarla frontalmente lungo la superba parete est. Un primo tentativo lo fece il 24 luglio 1950 con Camillo Barzaghi; sorpreso da un temporale dovette rinunciare. 
Tre settimane più tardi Bonatti, con il nuovo compagno di cordata Luciano Ghigo, riparte all'assalto del Grand Capucin. Aiutati da una situazione meteorologica meno capricciosa del primo tentativo, i due alpinisti percorrono una grande parte dell'ascensione durante i tre primi giorni. Disgraziatamente al terzo bivacco il tempo peggiora ed il vento e la neve fanno la loro apparizione. 
Tentano tuttavia di terminare il progetto, ma incontrano una difficoltà degna della reputazione del Grand Capucin; una parete di quaranta metri tanto liscia quanto verticale (6c+). Devono nuovamente battere in ritirata ed effettuare una discesa che diventerà lunga e pericolosa a causa delle corde di canapa gelate. Occorrerà aspettare un anno ed un terzo tentativo per raggiungere la vetta. È la stessa cordata che ci riprova il 20 luglio 1951 e questa volta ci vogliono solamente due giorni per percorrere il lungo tratto dell'anno precedente. 
Superano allora il famoso muro di quaranta metri e si ritrovano nuovamente con una tormenta che li costringe a bivaccare in condizioni molto precarie. Occorre loro la completa giornata successiva per conquistare la vetta e per ritornare al Rifugio Torino nella notte e nella tempesta. Questa via è ormai chiamata via Bonatti-Ghigo ed è la prima aperta sulla parete Est.
In seguito vennero aperte molte altre vie, tutte di grande difficoltà.

## Vie esistenti
Le vie d'arrampicata sono descritte in ordine partendo da sud-sud-ovest e girando in senso antiorario attorno al Grand Capucin:
| orientamento | nome della via                 | primi alpinisti                                               | data                       | difficoltà per tiro    | lunghezza totale                    |
| ------------ | ------------------------------ | ------------------------------------------------------------- | -------------------------- | ---------------------- | ----------------------------------- |
| Pilastro SSO | O sole mio                     | Michel Piola, Pierre-Alain Steiner                            | 21, 22 aprile 1984         | VI/A0/ED               | 250 m                               |
| Diedro S     | Via degli Svizzeri             | C. Asper, M. Bron, M. Grossi e M. Morel                       | 24, 25, 26 luglio 1956     | III/IV/V/VI/A1/A2/TD+  | 300 m                               |
| Parete S     | Sorriso dell'estate            | Gaetano e Romain Vogler                                       | 24, 25 agosto 1981         | VI/A2/ED+              | 300 m                               |
| Parete S     | De fil en aiguille             | JL. Amstutz, V. Banderet e R. Vogler                          | 31 luglio 1991             | VI/VII/A1/EX           | 300 m                               |
| Parete S     | Variante Panoramica            | C. Dalphin, R. Habersaat, T. Grassin C. Reuille, B. Voltolini | estate 1962                | VII/A2                 |                                     |
| Parete S     | Eau et gaz à tous les étages   | Jean-Marc Boivin, F. Diaferia e M. Moioli                     | 28, 29 luglio 1984         | VI+/A3/ED+             | 400 m                               |
| Parete S     | Voyage selon Gulliver          | PA. Steiner e Michel Piola                                    | 18, 19 luglio 1982         | VI/A0/ED+              | 300 m                               |
| Parete SE    | Via Lecco                      | G. Cariboni, C. Ferrari, C. Mauri, A. Anghileri e P. Negri    | 30 luglio, 1º agosto 1968  | V+/VI/VII/A1/A2/ED     | 300 m                               |
| Parete SE    | Flagrant délire                | Jean-Marc Boivin, Michel Piola                                | 13, 14 agosto 1983         | VI/A3/ED+              | 400 m                               |
| Parete SE    | Elixir d'Astaroth              | Michel Piola, PA. Steiner, R. Vogler                          | 18, 19, 20 agosto 1981     | VI/A2/ED+              | 400 m                               |
| Parete E     | Voie Petit                     | Arnaud Petit e Stéphanie Bodet, RP Alexander Huber            | 1997                       | 8b max / 7b obbl.      | 450 m                               |
| Parete E     | Odyssey                        | Jim Bridwell e Giovanni Groaz                                 | 1999                       | VI/5.9/A4/EX           | 450 m                               |
| Parete E     | Via Bonatti-Ghigo              | Walter Bonatti e L. Ghigo                                     | 20, 21, 22, 23 luglio 1951 | IV/V+/VII/A1/A2/A3/TD+ | 400 m                               |
| Parete E     | Po-Eticomania                  | F. Delisi ed E. Jovane                                        | 1, 2 agosto 1986           | VII/A2                 | 400 m                               |
| Parete E     | Alta tensione                  | MA.Gallego e JL.Gallego                                       | 1983                       | ED sup                 | 250 m                               |
| Parete E     | Directe des Capucines          | E. Belin, Jean-Marc Boivin e M. Moioli                        | 9, 10 luglio 1983          | VI/A0/ED               | 400 m                               |
| Faccia NE    | Russkaya Zima (Inverno Russo)  | M.Devi e A.Klenov                                             | 13,15 febbraio 1999        | ED, A3/6c max          | 400 m                               |
| Faccia NE    | Zimniy voyag (voyage hivernal) | A.Routchkine e R.Zaitov                                       | 13,17 febbraio 1999        | ED+, A4/6c max         | 400 m                               |
| Faccia NE    | Laratoune                      | F.Gentet, A.Cayrol e F.Bernard                                | Inverno 1998               | 4+, Course Glace       | Permette di compiere il giro del GC |
| Faccia N     | Paragot-Bérardini              | L.Bérardini e R.Paragot                                       | 24,25 luglio 1955          | ED                     | 250 m                               |
| Faccia N     | Marche à l'ombre               | D.Brau-Mouret e M.Challamel                                   | 5,6,7 gennaio 1999         | A2+,5c, misto, 80°     | 250 m                               |